# Järflotta
Järflotta este o arie protejată (arie specială de conservare — SAC, sit de importanță comunitară — SCI) din Suedia întinsă pe o suprafață de 179,4 ha, integral pe uscat.

## Localizare
Centrul sitului Järflotta este situat la coordonatele 58°49′07″N 17°55′31″E / 58.8185°N 17.9253°E.

## Înființare
Situl Järflotta a fost declarat sit de importanță comunitară în iulie 2000 pentru a proteja 1 specie de animale. Situl a fost protejat și ca arie specială de conservare în martie 2011.

## Biodiversitate
Situată în ecoregiunile boreală și marină baltică, aria protejată conține 10 habitate naturale: Pante stâncoase silicioase cu vegetație casmofită, Vegetație perenă pe țărmurile stâncoase, Vegetație anuală la limita mareei, Depresiuni intradunale umede, Taiga vestică, Păduri caducifoliate de mlaștină fino-scandinave, Dune împădurite din regiunile atlantică, continentală și boreală, Dune de coastă fixe cu vegetație erbacee („dune gri”), Litoraluri nisipoase din Baltica boreală cu vegetație perenă, Bancuri de nisip acoperite în permanență slab de apă marină.
La baza desemnării sitului se află o specie protejată de  amfibieni: triton cu creastă (Triturus cristatus).